# Klutsdorp
Klutsdorp is een buurtschap binnen de gemeente Bergen op Zoom, in de Nederlandse provincie Noord-Brabant. Klutsdorp is gelegen ten noordoosten van het kerkdorp Lepelstraat. Tot 1997 behoorde Klutsdorp tot de gemeente Halsteren, waarna deze bij de gemeente Bergen op Zoom werd gevoegd.
Klutsdorp ligt aan de voormalige N259. Door de opening van de A4 naar Steenbergen/Dinteloord is deze straat afgesloten. De buurtschap ligt heden ten dage direct tegen de snelweg aan, gescheiden door geluidswallen. Van 1899 tot 1937 liep de Tramlijn Steenbergen - Vogelenzang door Klutsdorp.
Stad: Bergen op Zoom      Dorpen: Halsteren · Lepelstraat

Buurtschappen: Heihoefke · Heimolen · Kijkuit · Kladde · Klutsdorp · Nieuwe Molen · Oude Molen · Slikkenburg · Spinolaberg · Vetterik · Waterkant · Zuidgeest

Noord-Brabant: Steden en dorpen      Nederland: Provincies · Gemeenten